# Société des transports intercommunaux de Bruxelles
Vous pouvez aider à l'améliorer ou bien discuter des problèmes sur sa page de discussion.
- Il ne cite pas suffisamment ses sources. Vous pouvez indiquer les passages à sourcer avec {{référence nécessaire}} ou {{Référence souhaitée}}, et inclure les références utiles en les liant aux notes de bas de page. (Marqué depuis avril 2012)
- Il est à actualiser. Certains passages sont obsolètes ou annoncent des événements désormais passés. (Marqué depuis avril 2012)

- Archive Wikiwix
- Bing
- Cairn
- DuckDuckGo
- E. Universalis
- Gallica
- Google
- G. Books
- G. News
- G. Scholar
- Persée
- Qwant
- (zh) Baidu
- (ru) Yandex
- (wd) trouver des œuvres sur Wikidata

La Société des transports intercommunaux de Bruxelles généralement abrégée STIB, en néerlandais Maatschappij voor het Intercommunaal Vervoer te Brussel (MIVB), est un organisme d'intérêt public bruxellois de transport en commun.
Fondée en 1954, cette société est l'opérateur principal de transport public à Bruxelles. Au 13 février 2022, la STIB exploite un réseau de 4 lignes de métro (40 km), 18 lignes de tram (147 km) et 51 lignes de bus (452 km). Son réseau s'étend sur les 19 communes de la Région de Bruxelles-Capitale (161 km2) ainsi que 11 communes de la périphérie bruxelloise. La fréquentation du réseau est de 433,5 millions de voyageurs par an (2019).
La STIB passe tous les cinq ans un contrat de gestion avec la Région de Bruxelles-Capitale pour fixer ses objectifs stratégiques (mission, production kilométrique, parts de marché) et déterminer le montant du subside.
Sur le plan stratégique, la STIB est conseillère de la Région. Sur le plan tactique (déterminer le réseau à mettre en œuvre pour atteindre les objectifs) et opérationnel (exploitation, commercialisation), la STIB dispose d'une assez forte autonomie, la Région devant néanmoins marquer son accord pour les modifications du réseau.

## Histoire
La Société des transports intercommunaux de Bruxelles naît le 1er janvier 1954 sous la forme d'une Intercommunale par association de la Société anonyme « Les tramways bruxellois » (TB) avec l'État belge, la province de Brabant et vingt et une communes bruxelloises. La Société anonyme « Les autobus bruxellois » (AB) disparaît à cette date, la STIB devenant l'exploitant unique des tramways et des autobus.
La STIB fait suite au « comité provisoire de gestion des transports urbains de l'agglomération bruxelloise (TUAB) » créé le 1er janvier 1946 en raison de l'expiration des concessions des Tramways bruxellois et dans l'attente de la constitution d'une nouvelle société. En 1978, l'État rachète les parts des TB.
Avec la régionalisation de la Belgique, les transports en commun deviennent une compétence régionale : ainsi la STIB passe sous la tutelle de la région de Bruxelles-Capitale, ce nouveau cadre juridique est formalisé par l'ordonnance du 22 novembre 1990 relative à l'organisation des transports en commun dans la Région de Bruxelles-Capitale. Les statuts de la société ont été approuvés par l'arrêté de l'exécutif de la région de Bruxelles-Capitale du 6 décembre 1990 (paru au Moniteur belge le 18 décembre 1990). Bien qu'il s'agisse à présent d'une société régionale, elle conserve son nom traditionnel incluant l'expression « transports intercommunaux ».

## La Société des transports intercommunaux de Bruxelles

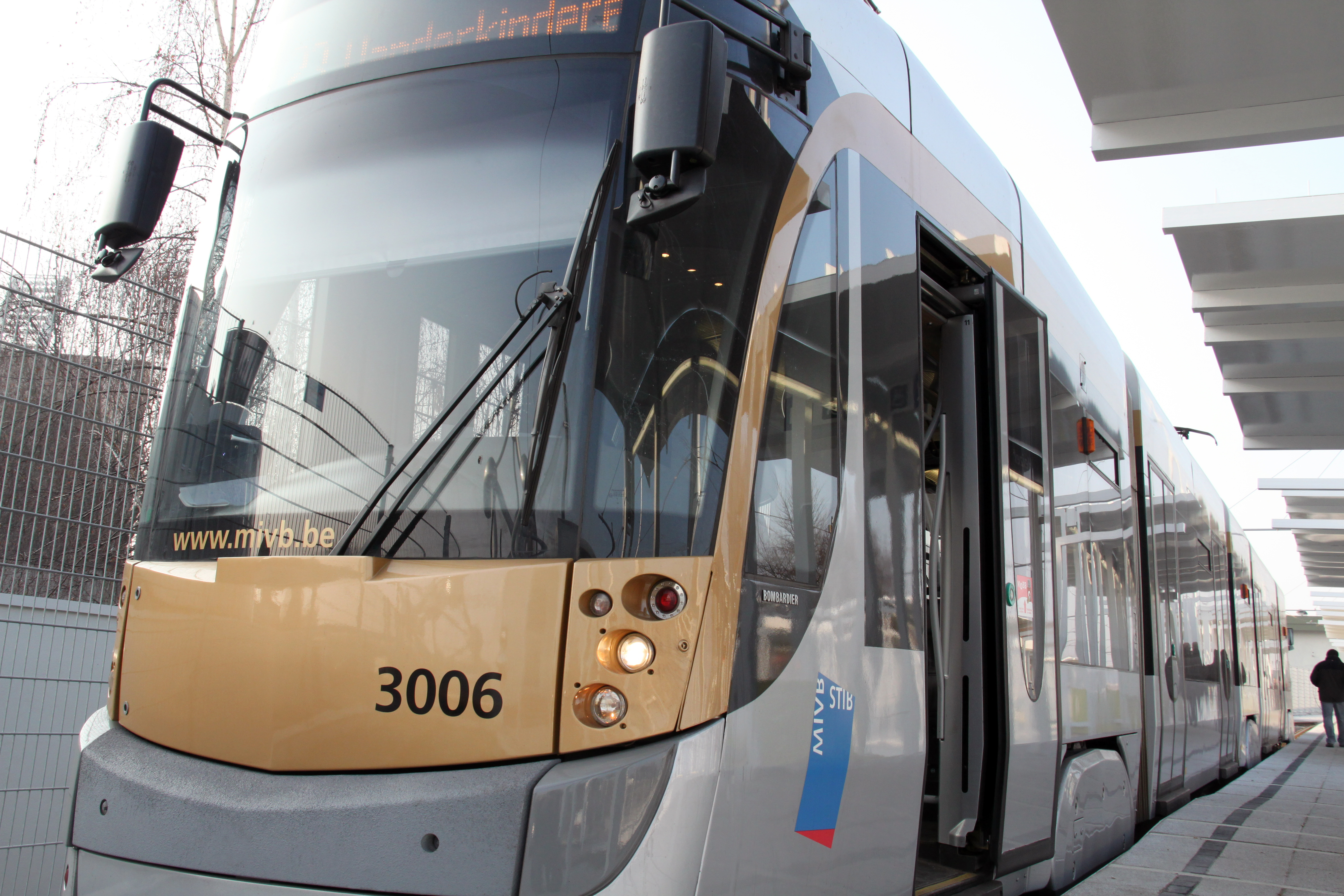
Tram 3000.

### L'entreprise

#### Missions
La Société des transports intercommunaux de Bruxelles (STIB) est chargée d'exploiter le service public de transport en commun au sein de la Région de Bruxelles-Capitale.
Elle s'occupe de :
- assurer le déplacement en transport public, selon des règles fixées par le contrat de gestion liant la STIB et la Région (« répondre aux besoins de déplacement des personnes physiques par un service de transport en commun de personnes et développer le recours à ce mode de déplacement ») ;
- commercialiser ces services : vendre des titres de transport, gérer les recettes qui en découlent ;
- gérer au mieux ses ressources financières : couvrir les besoins de financement par les ressources financières générées par son activité et celles prévues par la région ;
- apporter ses compétences « transport » au Gouvernement de la Région de Bruxelles-Capitale ;
- adapter ses services et moyens aux évolutions de son environnement : attentes des clients, flux de déplacements, techniques… ;
- réagir au vandalisme et lutter contre la fraude ;
- assurer la coordination avec les autres sociétés de transport public (TEC, De Lijn) et les autres moyens de transport, ainsi que la prise en compte des groupes représentatifs des clients.

#### Le conseil d'administration et la direction générale[8]
- Merlijn Erbuer, président du conseil d'administration
- Lotfi Mostefa, vice-président du conseil d'administration
- Brieuc de Meeûs, administrateur-directeur général
- Tamara De Bruecker, directrice générale adjointe

Sur présentation des trois organisations syndicales représentatives du personnel de la Société des transports intercommunaux de Bruxelles, sont nommés administrateurs :
- Omar Boujida (CGSP)
- Christian Ecker (CGSLB)
- Mostafa Akel (CSC)

Sont nommés administrateurs dans le rôle linguistique français :
- Patrick Balcaen
- Naima Belkhatir
- Ismaël Ben Moha
- Marie De Schrijver
- Samir Mahla
- Gisele Mbayoko
- Lofti Mostefa
- Joëlle Petit
- Matthieu Pillois
- Céline Vanderborght

Sont nommés administrateurs dans le rôle linguistique néerlandais :
- Ibrahim El Ouakili
- Merlijn Erbuer
- Suzanne Hana
- Saliha Raiss
- N. (encore à désigner)

#### Accusation de fraude et emplois fictifs
En 2021, plusieurs personnalités politiques libérales accusent la société de fraude et exigent un audit approfondi de la société. La STIB estime le contraire, une plainte a été déposée auprès d'un juge d'instruction et la STIB se constitue partie civile,. La notion d'emploi fictif étant dans ce cas le fait de bénéficier d'un emploi (contrat de travail, etc.), d'en toucher la rétribution afférente (salaires, etc.) sans pour autant effectuer les tâches que justifierait ce travail.

### Identité visuelle
À sa création en 1954, la STIB hérite de la flotte des Tramways bruxellois, dont les véhicules sont peints en "jaune primerose". Cette teinte sera remplacée par le jaune canari sur les tramways en 1991, et comme couleur officielle de la société en 1992, date à laquelle est adopté son logotype actuel, dessiné par l'agence INOV. Ce logo est composé d'un rectangle bleu et rouge incliné de 12,5 degrés ainsi que des sigles STIB et MIVB dans la typographie Syntax. Le jaune canari, le bleu et le rouge deviennent en 1992 les couleurs de la flotte de la STIB.
En 2005, la STIB commence à renouveler de son identité visuelle avec la livraison du premier T3000, un nouveau tram à plancher surbaissé. Ce nouveau véhicule dessiné par le designer Axel Enthoven entraîne un changement pour l'identité visuelle de la STIB qui, profitant de la livraison de ces 68 nouvelles motrices, opte pour des coloris métallisés gris-cuivre. La repeinture de la flotte débute en mars 2006 - conférence de presse exposant les premiers véhicules repeints au Heysel le 8 mars 2006 - et s'achève en 2009.
L'ensemble de la communication est revue avec, notamment, l'utilisation d'une police de caractère spécifique à la STIB, la Brusseline, dessinée par Eric de Berranger et inspirée par sa grande sœur parisienne, la Parisine (elle dessinée pour la RATP par Jean François Porchez). Cette nouvelle police est utilisée entre autres pour la signalétique métro, sur les plaques d'arrêts, sur les plans et imprimés édités par la STIB, sur les avis destinés aux voyageurs et sur les afficheurs de destination des nouveaux véhicules.
La STIB met également en place une nouvelle charte graphique pour ses imprimés destinés aux voyageurs. Ceux-ci sont surmontés d'un en-tête rouge courbé directement inspiré des courbes Art nouveau du T3000.
L'inspiration du renouveau de l'image de la STIB mélange volontairement des éléments formels retenus de l'Art nouveau comme étant emblématiques de Bruxelles[source insuffisante] et d'autres éléments formels dérivés du monde automobile actuel comme les couleurs métallisées et l'apparence des matières intérieures des véhicules. Ces choix prennent leur origine, entre autres, dans la campagne « Les voitures de demain » (1996) et sont amplifiés avec cette nouvelle image par Alain Flausch, directeur de la STIB de 2000 à 2011 et ancien publicitaire.

### Infrastructure
La STIB est actuellement le seul réseau belge de tramways et de métro à voie normale (1 435 mm), ce qui permet des raccordements industriels avec Infrabel, utilisés principalement pour la livraison des rames de métro. Les autres tramways et métros belges (aujourd'hui De Lijn (à Gand, à Anvers et à la côte), le TEC-Charleroi, et dans le passé SNCV, MIVG (Gand), MIVA (Anvers), STIC (Charleroi) et STIV (Verviers)) étaient ou sont à voie métrique. Seul l'ancien réseau de Liège Ancien tramway de Liège et Railways économiques de Liège-Seraing et extensions, devenus STIL en 1964 et bientôt le nouveau TEC-Liège était et sera également à voie normale. Dans le passé, certaines portions de ligne étaient communes à la STIB et à la SNCV avec une infrastructure à trois rails.
Les tramways de Bruxelles (pré-métro inclus) sont alimentés par caténaire à 600 V CC tandis que les lignes de métro sont alimentées par un troisième rail latéral surélevé à 900 V CC. Selon la géométrie des lieux, et entre autres en fonction de la présence d'aiguillages, le troisième rail peut indifféremment se trouver à gauche ou à droite de la voie.

### Dépôts

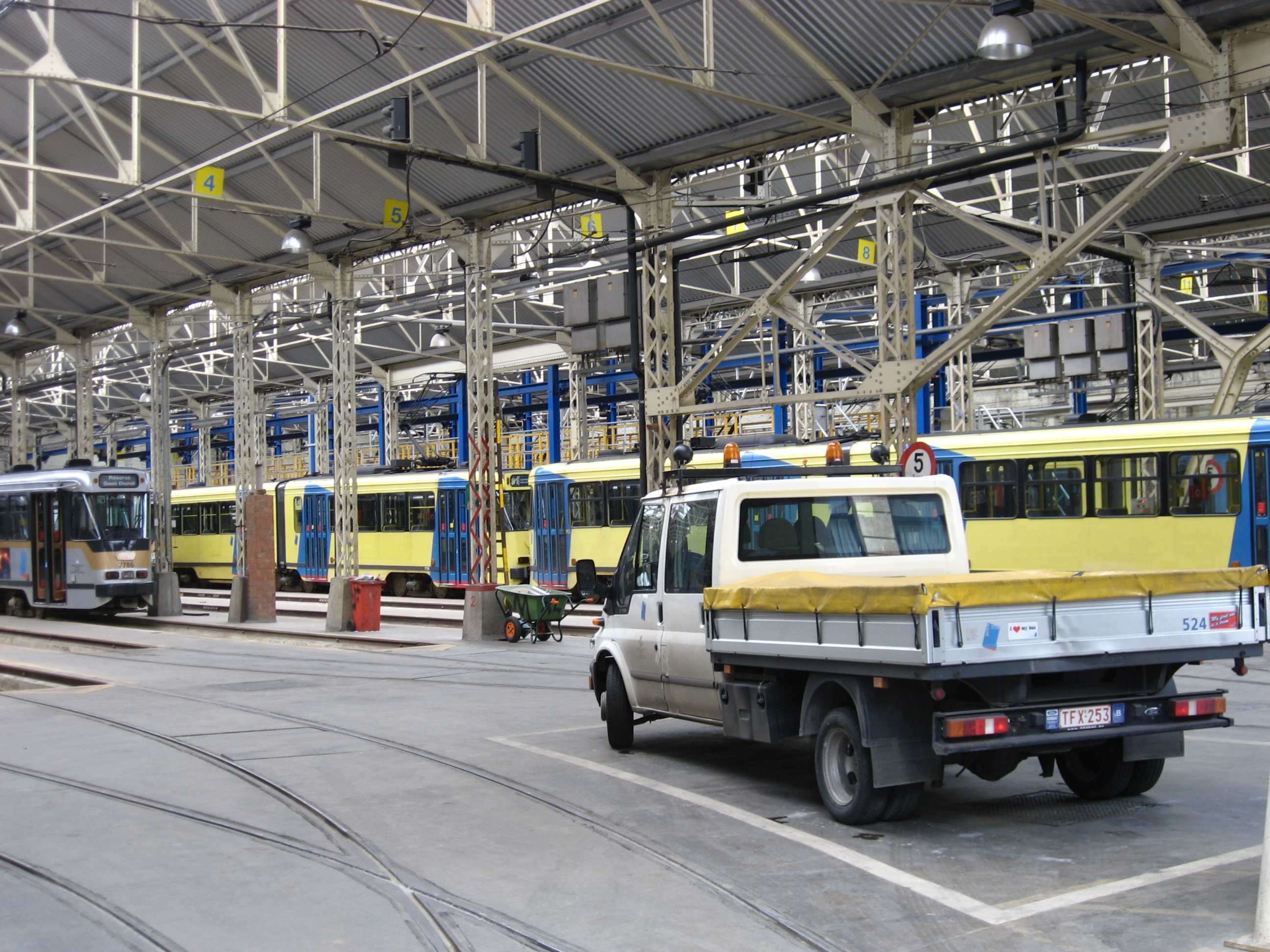
Dépôt de trams de Molenbeek.

Les dépôts suivants sont (ou vont bientôt être) en service. Les chiffres en regard de chaque dépôt indiquent les numéros d'indice visibles en noir sur blanc sur une petite plaque accrochée en haut de la vitre d'angle avant, à l'intérieur : par exemple, les trams du dépôt Avenue du Roi portent des indices allant de 100 à (en théorie) 199. (Comme ces indices s'entendent par ligne et qu'il n'y a jamais 100 véhicules d'un même dépôt sur une même ligne, en pratique ces numéros ne montent pas aussi haut.) Chaque couple ligne-indice correspond à un "service" ayant un horaire bien défini, de la sortie du dépôt jusqu'au retour au dépôt, sans tenir compte des éventuels remplacements de conducteur.

#### Bus
- Marly [ 5.. ] av. de Tyraslaan,100 - 1120 Neder-Over-Heembeek
- Petite-Île [ 6.. ] Bd. industriel, 14 - 1070 Anderlecht
- Jacques Brel [ 7.. ] Rue Nicolas Doyen, 1 - 1080 Molenbeek-Saint-Jean
- Delta [ 8.. ] Bd. des invalides, 224  - 1160 Auderghem
- Haren [ 9.. ] Houtweg, 99 - 1130 Haren

#### Tramway
- Saint-Gilles (avenue du Roi) [ 1.. ]
- Molenbeek (rue d'Enghien) [ 2.. ]
- Haren (Houtweg) [ 3.. ]
- Ixelles (avenue de l'Hippodrome) [ 4.. ]
- Marconi (chaussée de Ruisbroek) [ 5.. ]
- Schaerbeek (chaussée de Haecht) [ 6.. ]
- Woluwe (avenue de Tervueren) [ 7.. ]

#### Métro
- Jacques Brel [ 3.. ] rue Nicolas Doyen, 1 - 1080 Molenbeek-Saint-Jean
- Erasme [ 7.. ] Bd. Henry Simonet, 3 - 1070 Anderlecht
- Delta [ 9.. ] Bd. des invalides, 224  - 1160 Auderghem
- Haren (futur)

## Réseau

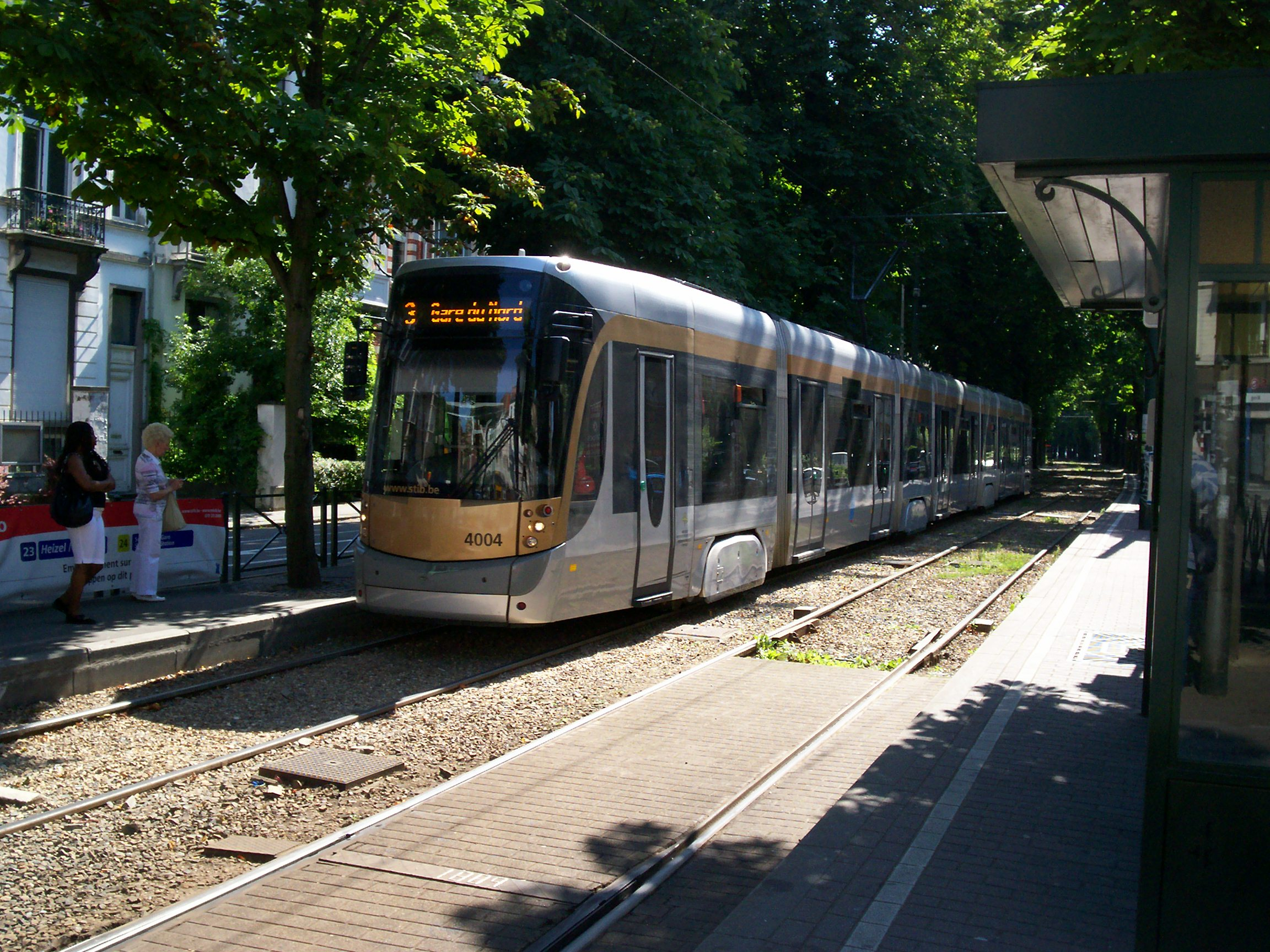
L'ancienne ligne 3, remplacé par la ligne 10.

### Généralités

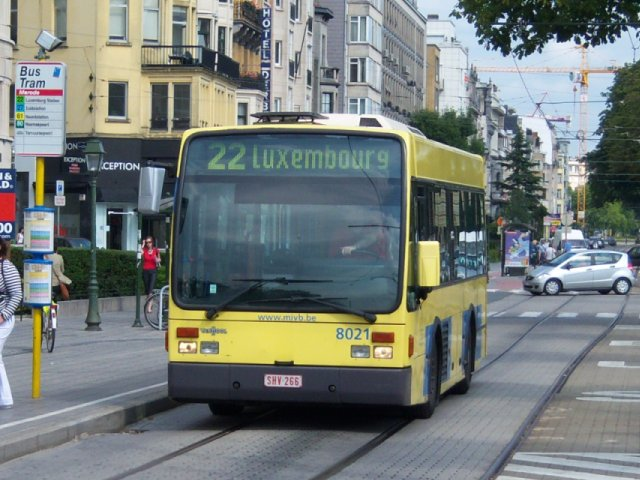
L'ancienne ligne 22.

Le réseau est exploité tous les jours de l'année de 5 h 30 à 1 h, même si certaines lignes ont une amplitude de service plus restreintes. Les nuits du vendredi au samedi et du samedi au dimanche, de 0 h 20 à 3 h, un réseau de bus de nuit, baptisé Noctis est exploité.

### Métro

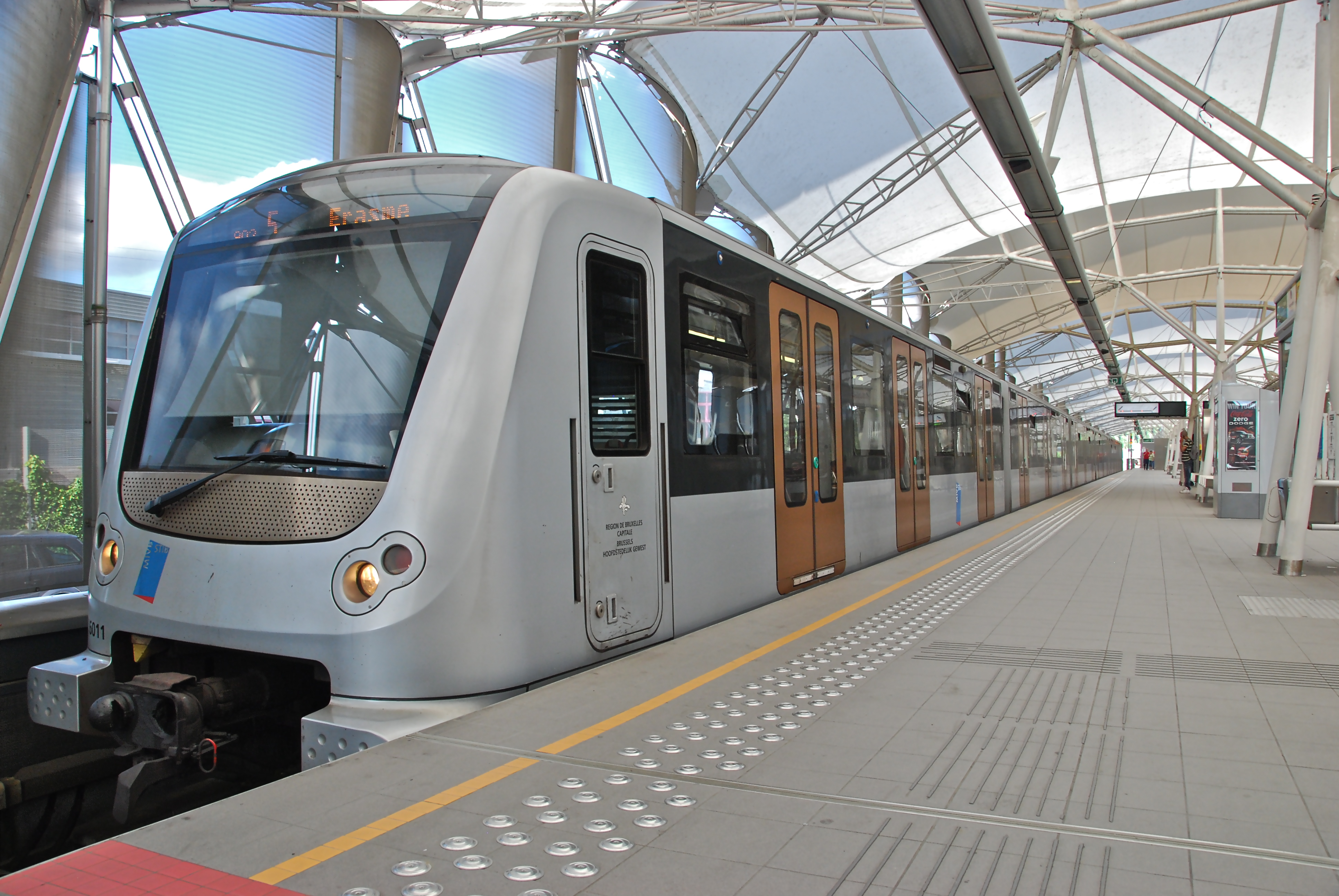
M6 «BOA» sur la ligne 5.

Le métro de Bruxelles est l'un des nombreux moyens de transport en commun desservant la capitale. Il possède quatre lignes en site propre, dont les lignes 1 et 5 ont un tronçon commun de 6,1 kilomètres et les lignes 2 et 6 également. Les lignes totalisent une quarantaine de kilomètres de voies, dont 37,5 km souterraines. Une cinquième ligne (ligne 3) est en cours de transformation de prémétro en métro.

### Tramway

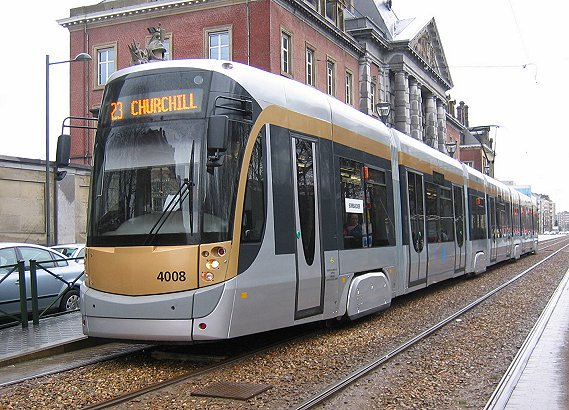
T4000 sur la ligne 23, actuelle ligne 7.

Bruxelles a aujourd'hui un réseau très vaste et dense (18 lignes), et celui-ci va encore être étendu. Certaines lignes sont aménagées en prémétro grâce à des tunnels. Contrairement à Anvers, La Haye et Charleroi, les principales lignes de métro léger sont devenues des lignes de métro lourd.

### Bus

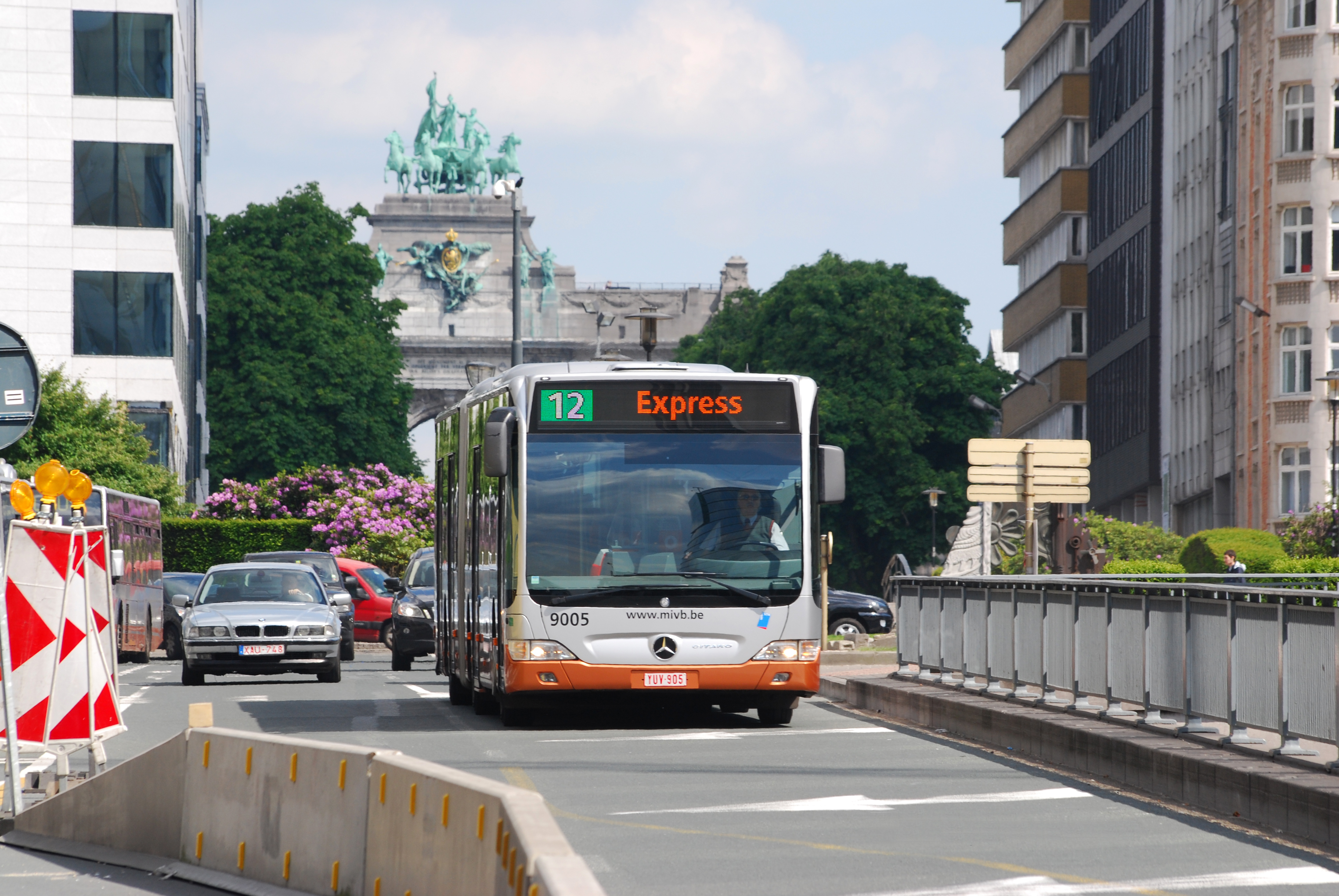
Citaro G sur la ligne 12.

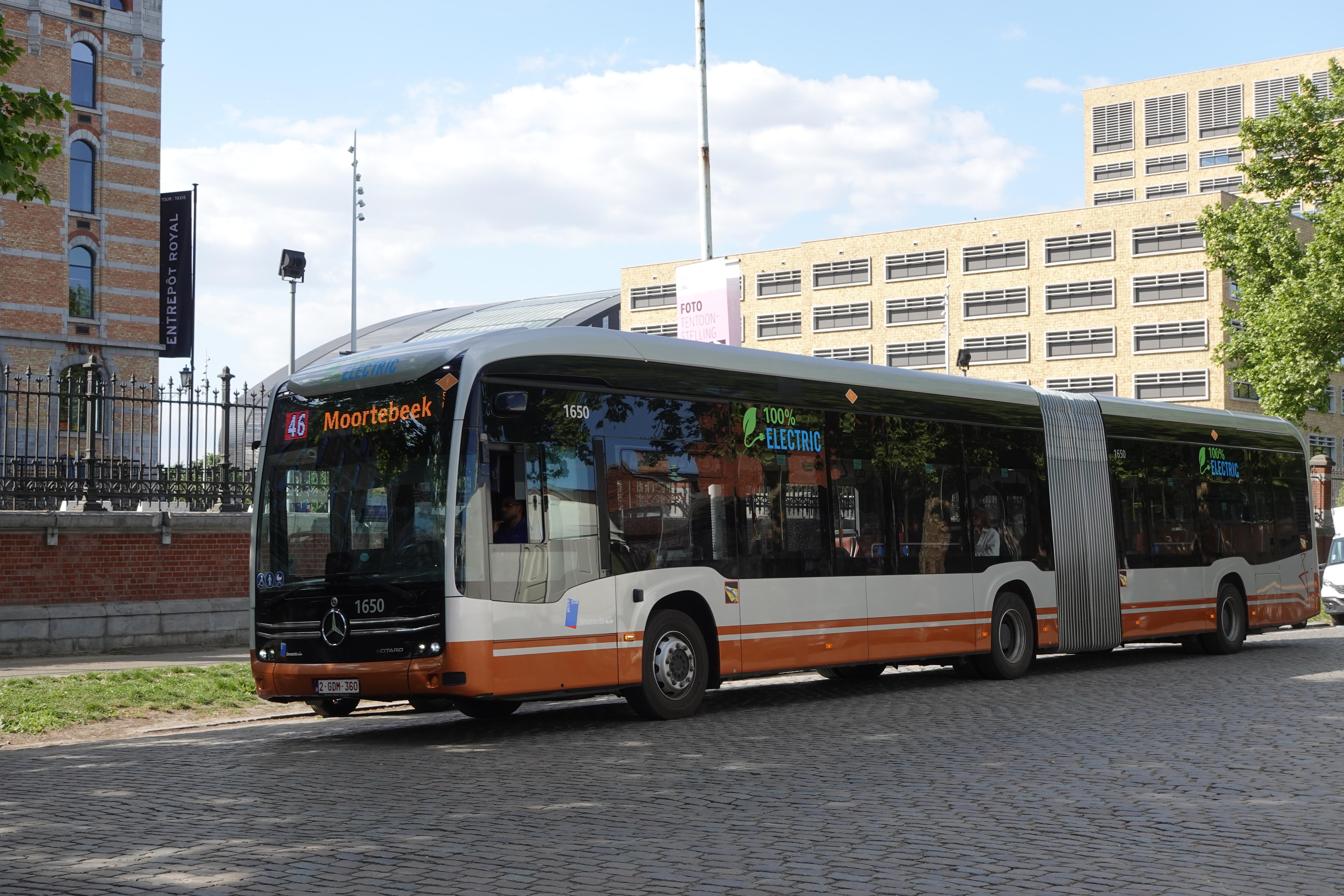
Autobus électrique eCitaro sur la ligne 46.

Bruxelles possède un réseau d'autobus très vaste et dense de 55 lignes desservant l'ensemble de la Région de Bruxelles-Capitale ainsi qu'une dizaine de communes de Flandre. Outre le réseau de base, on retrouve des lignes ne circulant qu'en heures de pointe ou uniquement la journée, et depuis le 20 avril 2007, un réseau de nuit nommé Noctis roulant les samedis et dimanches de 0 h 20 à 3 h.

### Informations statistiques
Vitesse commerciale constatée :
- Métro : 27,9 km/h
- Tram : 16,3 km/h
- Bus : 15,6 km/h

L'objectif est d'atteindre une vitesse moyenne de 20 km/h[réf. nécessaire] par l'augmentation du nombre de « sites propres », c'est-à-dire des bandes de circulation réservées aux véhicules de la STIB, soit marquées par un damier au sol, soit complètement isolées des voies de circulation destinées aux automobiles.

### Numérotation des lignes du réseau
Chaque ligne dispose d'un numéro, allant de 1 à 97. La numérotation présente la particularité de ne pas distinguer le type de mode de transport. Néanmoins, les lignes considérées comme les plus performantes (lignes de métro et lignes de tram « CHRONO » comptant beaucoup de sites protégés ou de sections de prémétro) occupent les numéros de 1 à 9.
Historiquement, cette numérotation commune est due au fait que dans les années 1960, de nombreuses lignes de tram (et l'unique ligne de trolleybus) sont devenues des lignes d'autobus sans changer de numéro pour autant. Depuis lors, certaines lignes ont disparu, d'autres ont été créées, parfois en reprenant le numéro d'une ligne supprimée ailleurs plusieurs années auparavant, mais l'habitude s'est conservée de ne pas séparer les trams et les bus dans la numérotation. De même, lorsque le métro lourd est apparu, ses lignes n'ont pas non plus reçu une numérotation distincte, puisqu'aujourd'hui entre les numéros 1, 2, 5 et 6 (lignes de métro lourd) s'insèrent les numéros 3 et 4 (lignes de tramway utilisant le prémétro Nord-Midi dont la transformation en métro lourd est en cours, mais dont les lignes se prolongent pour l'instant encore bien au delà des limites du prémétro).
Les lignes du réseau de nuit Noctis ont une numérotation particulière. Au lancement du réseau, un faisceau de 18 lignes au départ du centre-ville, numérotées de N01 à N18, existait, ainsi que d'autres lignes complémentaires. Puis, le réseau a été restructuré pour ne conserver que les lignes les plus fréquentées ; il subsiste aujourd'hui 11 lignes, entre N04 et N18.

## Matériel roulant
Matériel roulant de la STIB

## Tarification et financement
La tarification des lignes de la Société des transports intercommunaux de Bruxelles repose sur la carte MOBIB et sur deux systèmes décrits dans l'article  Tarification des transports en commun de la région de Bruxelles :
- Les titres Brupass et Brupass XL mis en place en février 2021 permettant l'accès aux réseaux STIB, TEC, De Lijn et SNCB ;
- Les titres propres à la STIB valables uniquement sur ses lignes.

Une exception majeure, la desserte de l'aéroport de Bruxelles-National par la ligne 12 au départ dudit aéroport : elle nécessite un titre ou abonnement « Go2City », mais un trajet à destination de l'aéroport peut s'effectuer avec un titre STIB ou Brupass.
Le financement du fonctionnement de la ligne, entretien, matériel et charges de personnel, est assuré par la STIB.